# فرنك غيني
الفرنك الغيني (بالفرنسية: franc guinéen) هي عملة غينيا الرسمية. وتنقسم إلى مائة سنت.

## التاريخ

### الفرنك الأول
ظهر الفرنك الغيني في عام 1959 ليحل محل الفرنك الأفريقي. وكانت هناك عملات من فئة 1 و5 و10 و25 فرنك (مصنوعة من البرونز الألومنيوم ) مع عملات ورقية من فئات 50 و100 و500 و1000 و5000 و10000 فرنك. وصدرت سلسلة ثانية من الأوراق النقدية بتاريخ في 1 مارس 1963، بدون 10000 فرنك. وتتضمن المزيد من الألوان والنقوش المحسّن وميزات الأمان المحسّنة.

### الفرنك الثاني
ظهر الفرنك الثاني في عام 1985. بفئات 1 و5 و10 فرنكات مصنوعة من الفولاذ المكسو بالنحاس، مع 25 فرنك من النحاس (1987) وأضيفت لاحقًا 50 فرنك (1994) من النحاس والنيكل.و أوراق نقدية بفئات 25 و50 و100 و500 و1000 و5000 فرنك.
في عام 1998 ظهر الإصدار الثاني ولكن بدون 25 و 50 فرنكًا، حيث تم استبدالها بقطع نقدية. وفي عام 2006، ظهر الإصدار الثالث بفئات 500 و 1000 و 5000 فرنك. في 11 يونيو 2007، صدر 10000 فرنك.
في عام 2010، إصدارت سلسلة تذكارية من 1000 و 5000 و10000 فرنك للاحتفال بالذكرى السنوية الخمسين للفرنك الغيني وبنك غينيا. في 9 يوليو 2012، أصدر البنك المركزي ورقة نقدية جديدة بقيمة 10000 فرنك مشابه للإصدار الأصلي، ولكن تم تعديلها. وفي 11 مايو 2015، أصدر ورقة نقدية بقيمة 20000 فرنك.

## الأوراق النقدية
| الصورة | القيمة | اللون الرئيسي                           | الوصف             | الوصف                             | تاريخ الإصدار |
| ------ | ------ | --------------------------------------- | ----------------- | --------------------------------- | ------------- |
|        | 100    | الأرجواني والبني الفاتح والوردي والأخضر | امرأة، شعار غينيا | حصاد الموز                        | 2015          |
|        | 500    | أخضر، زيتوني غامق وبني فاتح             | امرأة، شعار غينيا | التعدين، خريطة غينيا              | 2018          |
|        | 1,000  | بني وأرجواني وأحمر وأزرق الفاتح وأصفر   | امرأة، شعار غينيا | تعدين البوكسيت، ساق موز،          | 2015          |
|        | 2,000  | أخضر وأزرق                              | رجل، شعار غينيا   | جبل نيمبا                         | 2018          |
|        | 5,000  | بنفسجي                                  | امرأة، شعار غينيا | محطة كينكون للطاقة الكهرومائية    | 2015          |
|        | 10,000 | أحمر                                    | صبي؛ شعار غينيا   | حقل جبل لورا                      | 2015          |
|        | 20,000 | أزرق                                    | امرأة؛ شعار غينيا | خريطة غينيا، سد كاليتا الكهرومائي | 2018          |